# Васила Вълчева
Васила Вълчева Караатанасова, известна още като баба Васила, е българска певица на народни песни.

## Биография
Родена е на 20 май 1906 г. в с. Калипетрово, Силистренско. Семейството на Васила Вълчева е един от най-старите родове в Добруджа, дошли още през 17 век от Сливенско. Баба ѝ, Бойка Курдуманова, е била най-прочутата народна певица в селото и околията, славела се и като изключително паметлива и природно интелигентна. На 7 години запява за пръв път – първата ѝ песен тогава е „Я изгрей, слънчо“.
През 1962 г. в съпровод на Странджанската група Васила Вълчева прави първите си записи на 5 песни в Българското национално радио.

## Приноси
В института по музикознание на БАН, благодарение на ст.н. с Михаил Букурещлиев и други сътрудници, за поколенията са запазени над 1400 автентични текста и мелодии на песни, изпети от Васила Вълчева. По сведения на певицата са описани десетки народни обичаи и традиции. Всички те се съхраняват и до днес в Института по фолклористика и музикознание при БАН.
През 1988 г. Михаил Букурещлиев издава сборника „Народни песни от Добруджа“ с песни, записани и изпети от баба Васила. В уводната част авторът представя накратко нейни биографични данни.

## Памет
Основан е регионалният конкурс за изпълнители на народни песни „С песните на Васила Вълчева“. В конкурса участват изпълнители в три възрастови групи. По регламент певците изпълняват добруджанска песен по избор и песен от репертоара на Васила Вълчева. Изданието на конкурса през 2006 г. съвпада със 100-годишнината от рождението на певицата.
По случай стогодишнината от рождението ѝ Националният фолклорен конкурс от 2006 г. започва да носи нейното име.
Племенницата на певицата, Митанка Петрова, е неин последовател.